# Liste der Naturdenkmale in Heringen (Werra)
Die Liste der Naturdenkmale in Heringen nennt die im Gebiet der Gemeinde Heringen im Landkreis Hersfeld-Rotenburg in Hessen gelegenen Naturdenkmale.

## Naturdenkmale
| Bild                                    | Bezeichnung     | Ortsteil, Lage | Beschreibung | Art   | Nr.     |
| --------------------------------------- | --------------- | -------------- | ------------ | ----- | ------- |
| Direkt Bild zu diesem Denkmal hochladen | Eiche (Quercus) | Heringen       | Eine Eiche   | Eiche | 3632400 |